# Eve's Love Letters
Eve's Love Letters è un cortometraggio muto del 1927 diretto da Leo McCarey prodotto da Hal Roach con Stan Laurel.

## Trama
Adam la moglie Eva sono una felice coppia che vive con il maggiordomo sbadato. Eva però ha una tresca con un misterioso uomo che si firma nelle lettere d'amore come Mr. X. Un giorno il maggiordomo scopre una lettera e con la complicità di Eva la brucia, ma Adam sospetta qualcosa. Al che il maggiordomo consiglia ad Eva di travestirsi da vecchia gentildonna per scappare di casa e incontrarsi con Mr. X . Per un equivoco anche il maggiordomo è costretto a travestirsi alla stessa maniera, e viene scambiato da Mr. X per la bella Eva!

## Distribuzione
Il cortometraggio venne distribuito il 29 maggio 1927.